# آنخل کاپپا
آنخل کاپپا (اسپانیایی: Ángel Cappa‎؛ زادهٔ ۶ سپتامبر ۱۹۴۶) بازیکن فوتبال اهل آرژانتین است.